# Marcelo Gomes
Marcelo Mourão Gomes (Manaus, 26 settembre 1979) è un ballerino brasiliano.

## Biografia
Cominciò a studiare danza da bambino e all'età di tredici anni si trasferì a Boca Raton per studiare all'Harid Conservatory, a cui seguì un anno di studi con la Scuola di danza dell'Opéra di Parigi. Continuò a perfezionarsi all'Houston Ballet e al Boston Ballet. Nel 1996 vinse il Prix de Lausanne. Si unì nel 1997 all'American Ballet Theatre, dove danzò nel corpo di ballo prima di essere promosso a solista nel 2000 e ballerino principale nel 2002. Nel 2001 fu inserito tra i venticinque artisti più promettenti nel mondo della danza da Dance Magazine, mentre nel 2008 vinse il Prix Benois de la Danse a Mosca.
Il suo vasto repertorio include i ruoli di Siegried e Von Rothbart ne Il lago dei cigni, Des Grieux e Lescaut in Manon, Romeo in Romeo e Giulietta, Albrecht in Giselle, Solor in La Bayadère, il Principe in Cenerentola, Conrard ne Le Corsaire, Basilio ed Espada in Don Chisciotte, James la La Sylphide, il principe ne La bella addormentata e l'eponimo protagonista in Onegin. Gomes ha danzato anche ruoli nel repertorio moderno, tra cui il cigno maschio nello Swan Lake di Matthew Bourne.
Gomes ha danzato con l'American Ballet Theatre dal 1997 al 2017, esibendosi anche al New York City Ballet, con il Balletto Mariinskij, il Balletto Bol'šoj, l'Het Nationale Ballet, il National Ballet of Canada, il Teatro Colón e il Teatro Municipal. Nel 2008 ha anche danzato nella tournée d'addio di Alessandra Ferri in Italia e Giappone.
Nel dicembre 2017 ha dato le dimissioni dall'American Ballet Theatre dopo essere stato messo sotto indagine per presunti comportamenti sessualmente inappropriati.

## Vita privata
Nel settembre del 2018 ha sposato il fidanzato Nicholas Palmquist.